# Rami Baitiéh
Rami Baitiéh, né au Liban le 22 mai 1971, est un chef d'entreprise franco-libanais, actuellement directeur général des supermarchés Morrisons. Né au Liban, il arrive en France à 17 ans et commence sa carrière chez Carrefour en 1995, dont il intègre le siège social quelques années plus tard. Muté en Pologne en 2006, il rejoint la Turquie cinq ans plus tard, où il développe sa méthode 5/5/5. Il dirige ensuite successivement les filiales de Carrefour à Taïwan, en Argentine et en Espagne avant de prendre la direction de Carrefour France en juillet 2020. Il y lance un plan de transformation de l'enseigne, en réduisant notamment sa dépendance à l'hypermarché pour la tourner vers le commerce de proximité et les produits bio. En novembre 2023, il devient directeur général du distributeur Morrisons au Royaume-Uni.

## Biographie

### Origines & formation
Né au Liban, Rami Baitiéh arrive en France à l'âge de dix-sept ans et fait ses études à l'école de commerce de Compiègne. Il en sort major de promo, avec un master en comptabilité et finance. Il intègre plus tard la réserve militaire de l'armée de l'air française, au sein de laquelle il est désormais colonel. En 2012, il obtient un Master of Business Administration à l'Université du Québec à Montréal.

### Carrière chez Carrefour
Rami Baitiéh commence sa carrière en 1995 chez Carrefour, où il est adjoint chef de rayon dans l’hypermarché de Compiègne. Il s'y distingue en créant un outil informatique de gestion des commandes et stocks permettant de remplacer le cadencier papier, dont le remplissage prend plusieurs heures par jour. Son utilité est telle qu'il lui sera demandé de présenter l'outil et de le déployer dans tous les magasins de la région, puis du pays. Remarqué pour cela par Daniel Bernard, alors président du directoire, il rejoint ensuite le siège social en tant qu'acheteur, puis responsable des produits non marchands.
En 2006, Rami Baitiéh part pour la Pologne où est il nommé directeur de l'informatique, de l'approvisionnement et de la stratégie. Il est muté en Turquie cinq ans plus tard, en tant que directeur marchandises et supply chain. C'est là qu'il développe la méthode 5/5/5, avant de prendre le même poste en Roumanie au bout de deux ans et demi. Cette méthode consiste à baser l'organisation de l'entreprise sur quinze points de la gestion de la relation client et de l'expérience client sur lesquels concentrer les efforts : cinq pour la confiance, cinq pour les services et cinq pour la proximité. Cela en affichant des promesses et garanties fortes, comme le remboursement immédiat et sans limite de temps des produits non alimentaires.
En février 2015, il part diriger sa première filiale étrangère, Taïwan, dont il réussit en trois ans à faire l'une des plus rentables du groupe. Cela en misant sur la sécurité alimentaire, cruciale dans ce pays. Repéré par Alexandre Bompard, alors nouveau PDG de Carrefour, Rami Baitiéh est envoyé en Argentine, où les magasins sont lourdement déficitaires. Il ramène la zone à l'équilibre en dix mois, avant de partir en avril 2019 pour l'Espagne, troisième pays du groupe en termes de chiffre d'affaires, où il fait de même.

### Direction de Carrefour France
En juillet 2020, Rami Baitiéh devient directeur exécutif France. Il intègre également le conseil d'administration du groupe. Il prend ainsi la tête de la première et principale filiale de Carrefour, qui représente 48 % des 80 milliards d'euros de chiffre d'affaires du groupe, pour 105 000 salariés et 5 424 magasins, dont 248 hypermarchés. Il applique les mêmes méthodes éprouvées que dans les autres pays, communiquant par exemple son adresse mail à tous les collaborateurs et sur le site Internet de Carrefour. Il impose le déplacement du bureau du directeur au centre de chaque magasin et le partage de ses coordonnées aux clients, ou la présence de carnets de notes aux caisses pour enregistrer toutes les demandes. 
Il lance le projet Top, qui consiste à remplacer la polyvalence des employés par la spécialisation en trois équipes : front, data, back. Le but étant toujours de réduire les problèmes pour les clients, tels que les ruptures de stock. Cela mène notamment à l'abandon des chariots de courses à jetons, jugés irritants par les clients. Rami Baitiéh crée aussi à son arrivée l'école des leaders, une formation interne ouverte à tous les salariés, afin de leur donner l'opportunité de progresser dans la hiérarchie. Il avait déjà mis en place ce processus en Argentine puis en Espagne, après qu'une caissière se soit plainte de la lourdeur administrative pour évoluer en interne. Il se donne aussi pour devoir de visiter deux fois par mois les usines de fournisseurs du groupe.
Au niveau du développement commercial, le mandat de Rami Baitiéh à la tête de Carrefour France est principalement consacré à la transition d'un modèle centré sur l'hypermarché, dont l'intérêt auprès de la population décroît mais qu'il doit néanmoins redresser, à un modèle tourné vers l'e-commerce et le commerce de proximité,. Il vise également à étoffer les offres de produits bio et de marque de distributeur. À cette fin, il engage le rachat de Bio c'bon, enseigne de produits issus de l'agriculture biologique, après son dépôt de bilan en 2020. Il développe aussi la franchise et la location-gérance, avec pour résultat le redressement de la part de marché de Carrefour. La location-gérance est ainsi le modèle privilégié pour le développement de Supeco, enseigne discount lancée au mois de septembre précédant l'arrivée de Rami Baitiéh à la tête de Carrefour France. Il ouvre aussi Carrefour France à de nouveaux débouchés pour diversifier les revenus, comme la location de voiture.

### Direction de Morrisons
Rami Baitiéh est nommé en novembre 2023 directeur général de Morrisons, quatrième distributeur du Royaume-Uni. Il met alors fin à vingt-huit années de collaboration avec Carrefour, période durant laquelle il aura exercé dans sept pays et appris huit langues. Morrisons comprend en 2023 cinq cents supermarchés et hypermarchés ainsi qu'un réseau de mille épiceries, pour environ 110 000 salariés et 18,4 milliards de livres sterling (environ 21,2 milliards d'euros) de chiffre d'affaires. Le modèle d'entreprise de l'enseigne repose sur un fort développement de marques en propre, avec une intégration verticale poussée.
La nomination de Rami Baitiéh fait suite au rachat, deux ans auparavant, de Morrisons par le fonds d'investissement américain Clayton, Dubilier & Rice (en), pour sept milliards de livres (soit environ huit milliards d'euros) et à l'acquisition par l'enseigne en mai 2022 de McColl's (en), une chaîne de 1 200 magasins de proximité. L'une des premières tâches du nouveau dirigeant est de finaliser ce rachat et le passage de l'ensemble des magasins McColl's sous le nom Morrisons Daily.
En septembre 2024, Rami Baitiéh rejoint Marjane Holding, un groupe marocain de la grande distribution, en tant qu'administrateur indépendant. En janvier 2025, il est nommé président de GroceryAid, une association caritative qui fournit un soutien financier, émotionnel et pratique aux personnes travaillant ou ayant travaillé dans le secteur de la distribution alimentaire au Royaume-Uni.